# Usseglio
Usseglio (piemontesisch Ussèj, frankoprovenzalisch Usèi oder Isseui, französisch Ussel) ist eine Gemeinde in der italienischen Metropolitanstadt Turin (TO), Region Piemont.

## Lage und Einwohner
Usseglio liegt 65 km nordwestlich von Turin auf einer Höhe von 1260 m über dem Meeresspiegel. Das Gemeindegebiet erstreckt sich zwischen 1200 und 1800 m Höhe und umfasst eine Fläche von 98,01 km².
Der Ort liegt im oberen Valle di Viù, einem der drei Täler, die zusammenfassend auch als Valli di Lanzo bezeichnet werden, und hat 192 Einwohner (Stand 31. Dezember 2023).
Die Gemeinde besteht aus den Ortsteilen Piazzette, Pianetto, Chiaberto, Cortevicio, Villaretto, Crot, Perinera, Quagliera, Margone, Malciaussia und  Pian Benot. Die Nachbargemeinden sind Balme, Bessans, Bruzolo, Bussoleno, Chianocco, Condove, Lemie, Mompantero und Novalesa.

## Geschichte
Das Gebiet von Usseglio war bereits vor der christlichen Zeit besiedelt. Der keltische Name war wahrscheinlich Uxeilos („Ort oben“) und der lateinische Name Hoc Cælum.und damit die geographische Lage des Ortes beschreibt.
In der Gegend wurden zwei Votivaltäre gefunden, einer für Herkules und der andere für Jupiter. Auf dem ersten ist der Name Marco Vibio Marcello eingraviert: Es war an der Fassade der alten Pfarrkirche zugemauert; der andere, 1850 gefunden, trägt den Namen Claudio Casto und wurde vor der Kapelle San Vito im Weiler Piazzette aufgestellt. Heute sind beide Grabsteine im Museum „Arnaldo Tazzetti“ ausgestellt.
Im Mittelalter erlebte das Gebiet verschiedene Feudalherrschaften, bis es 1418 endgültig wieder an die Savoyer fiel.
Unter den historischen Persönlichkeiten aus Usseglio ist Graf Luigi Cibrario, Senator des Königreichs Italien und Historiker des Hauses Savoyen, die bekannteste: Er war für die erste Geschichte von Usseglio verantwortlich. Nach dem Cibrario ist eine Berghütte benannt, die von der CAI (Sektion Leinì) verwaltet wird und auf 2616 Metern über dem Meeresspiegel in der Nähe des Beckens des Peraciaval-Sees liegt.
Der Maler Cesare Ferro Milone (1880–1934) stammte aus dem Weiler Quagliera, war Lehrer und dann Präsident der Albertina-Akademie und ist auf dem örtlichen Friedhof begraben.
Zu Beginn des 20. Jahrhunderts wurde Usseglio aufgrund der relativen Nähe von Turin zu einem Urlaubsziel für wohlhabende piemontesische Familien, und es heißt, dass sogar Mitglieder der königlichen Familie Zeiträume zur Freizeitgestaltung und Jagd im Tal verbrachten.

## Tourismus
- Usseglio ist ein Etappenort am internationalen Fernwanderweg Via Alpina.
- Das Dorf wurde vom Touring Club Italiano mit dem Bandiera Arancione ausgezeichnet.
- 2004 wurde das alpine Museum Museo Civico Alpino Arnaldo Tazzetti eröffnet.

## Bildgalerie

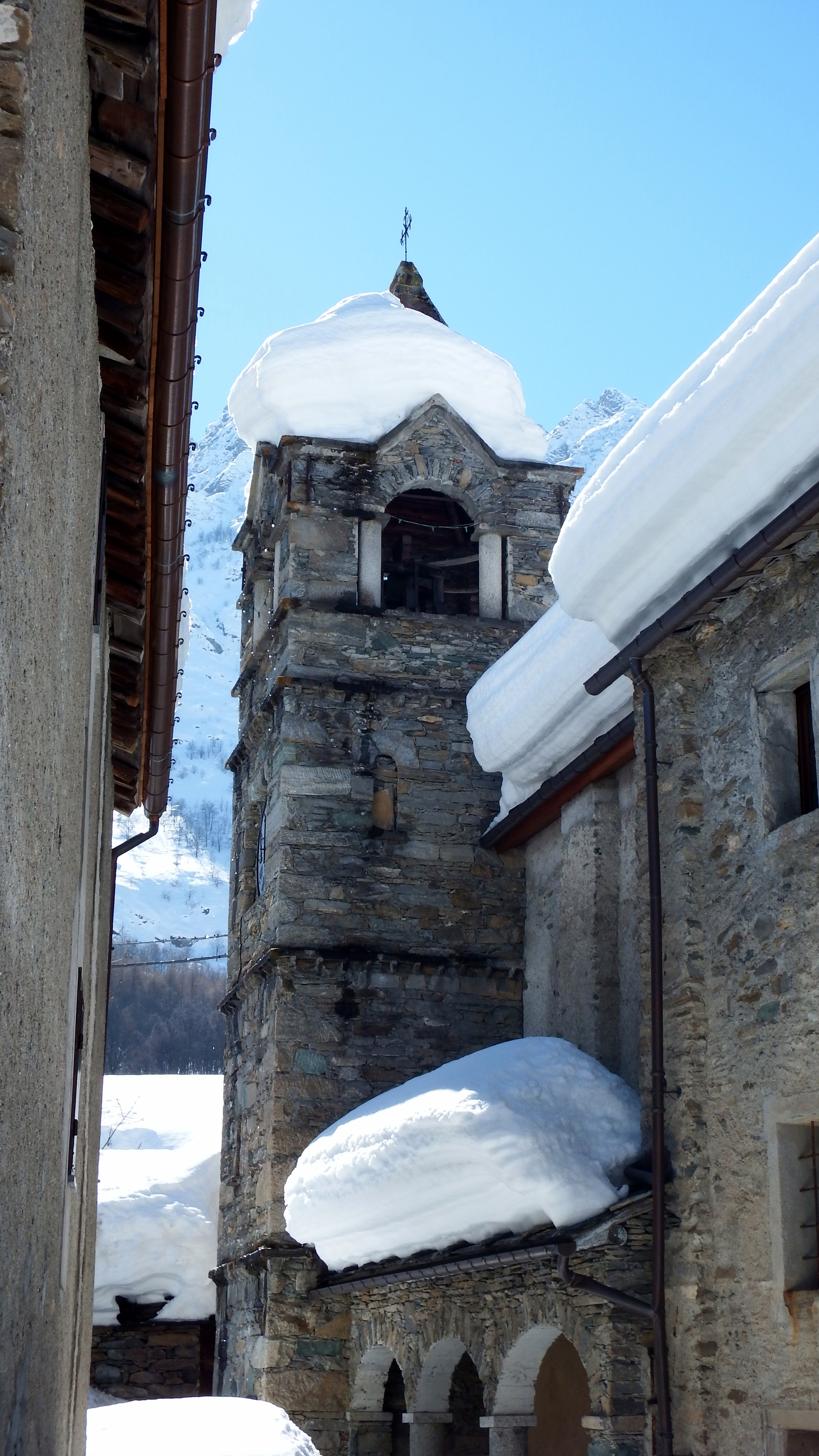
Kirche Margone
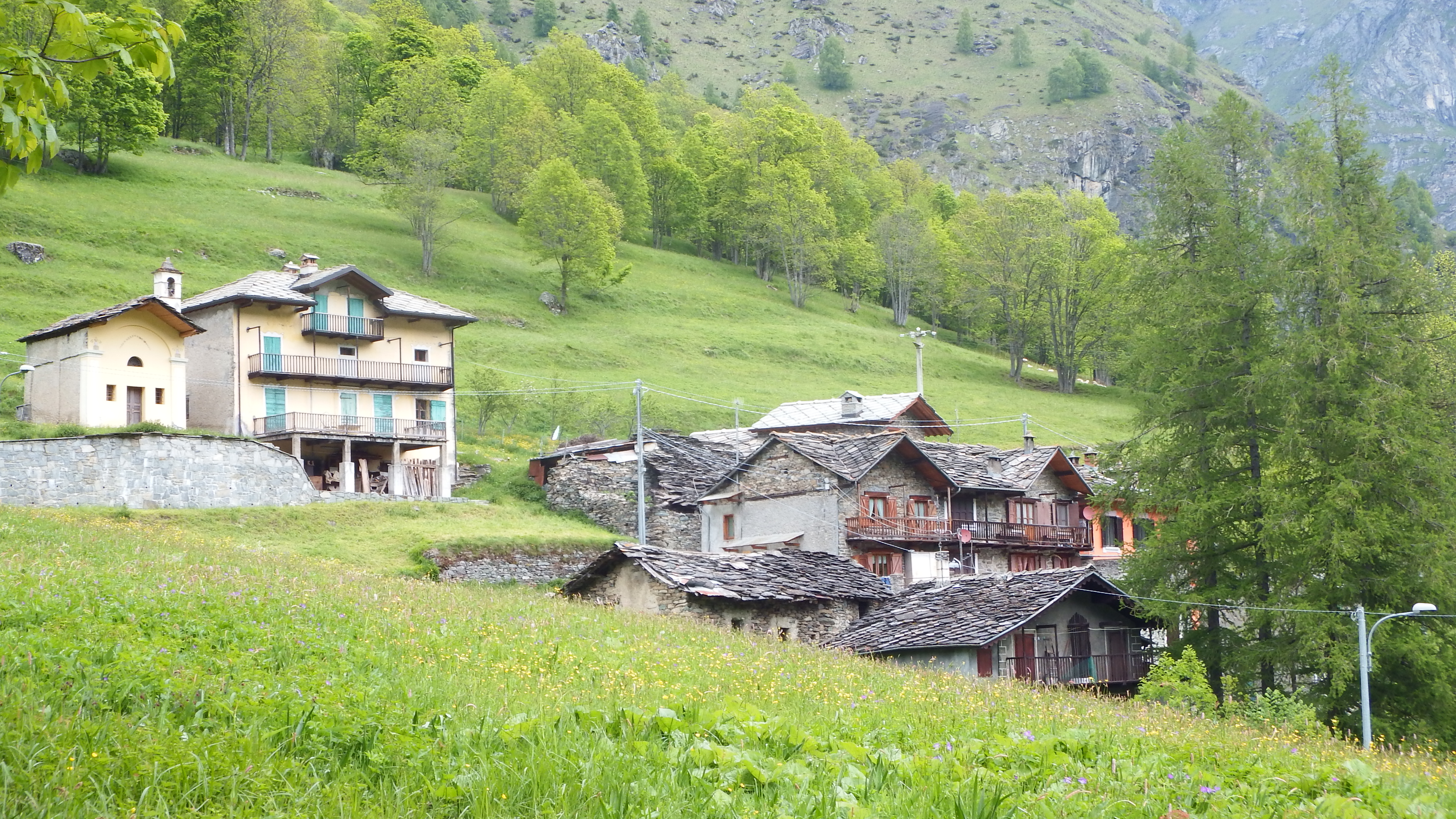
Weiler Quagiera
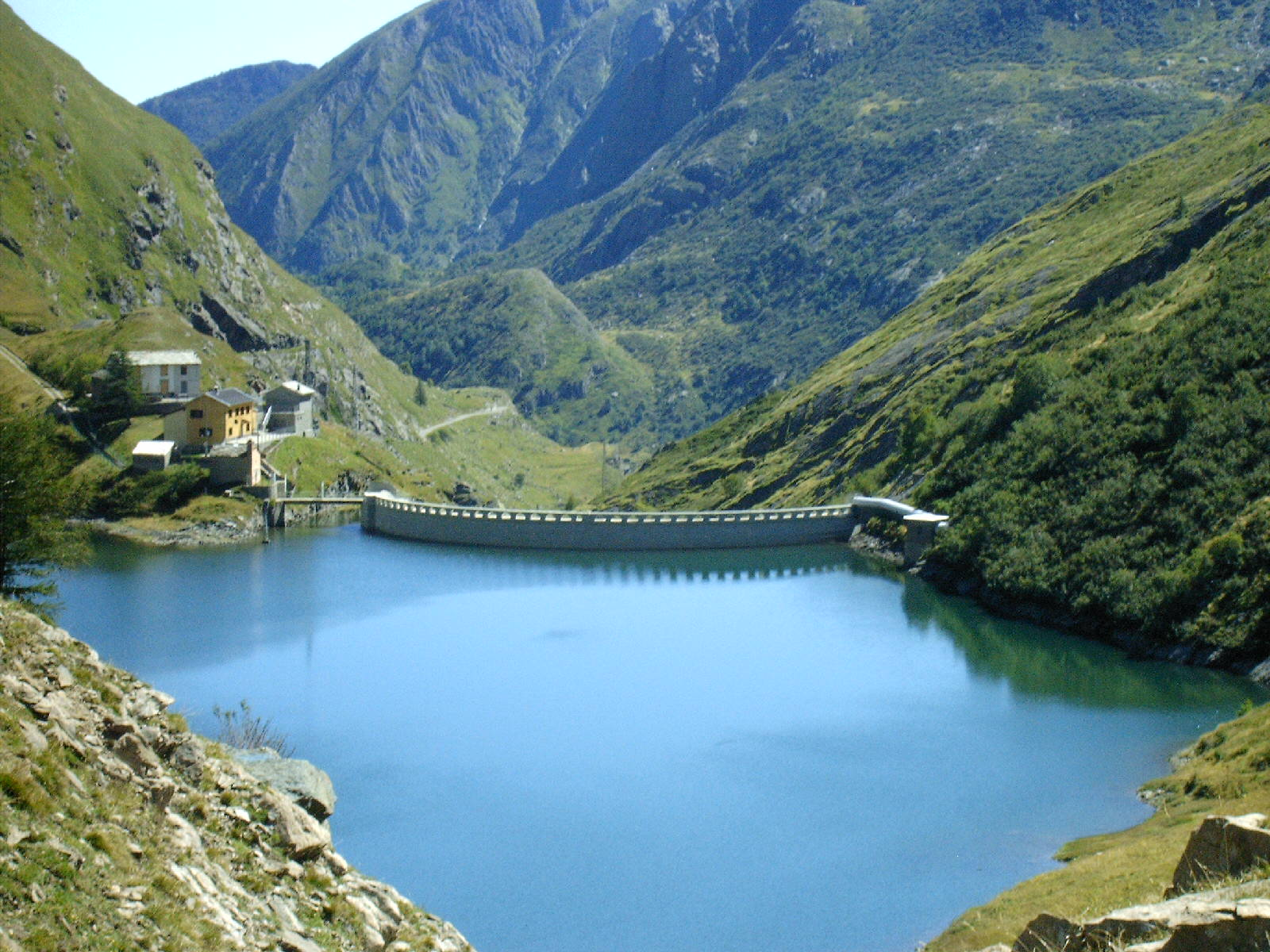
Der Malciaussia-Stausee
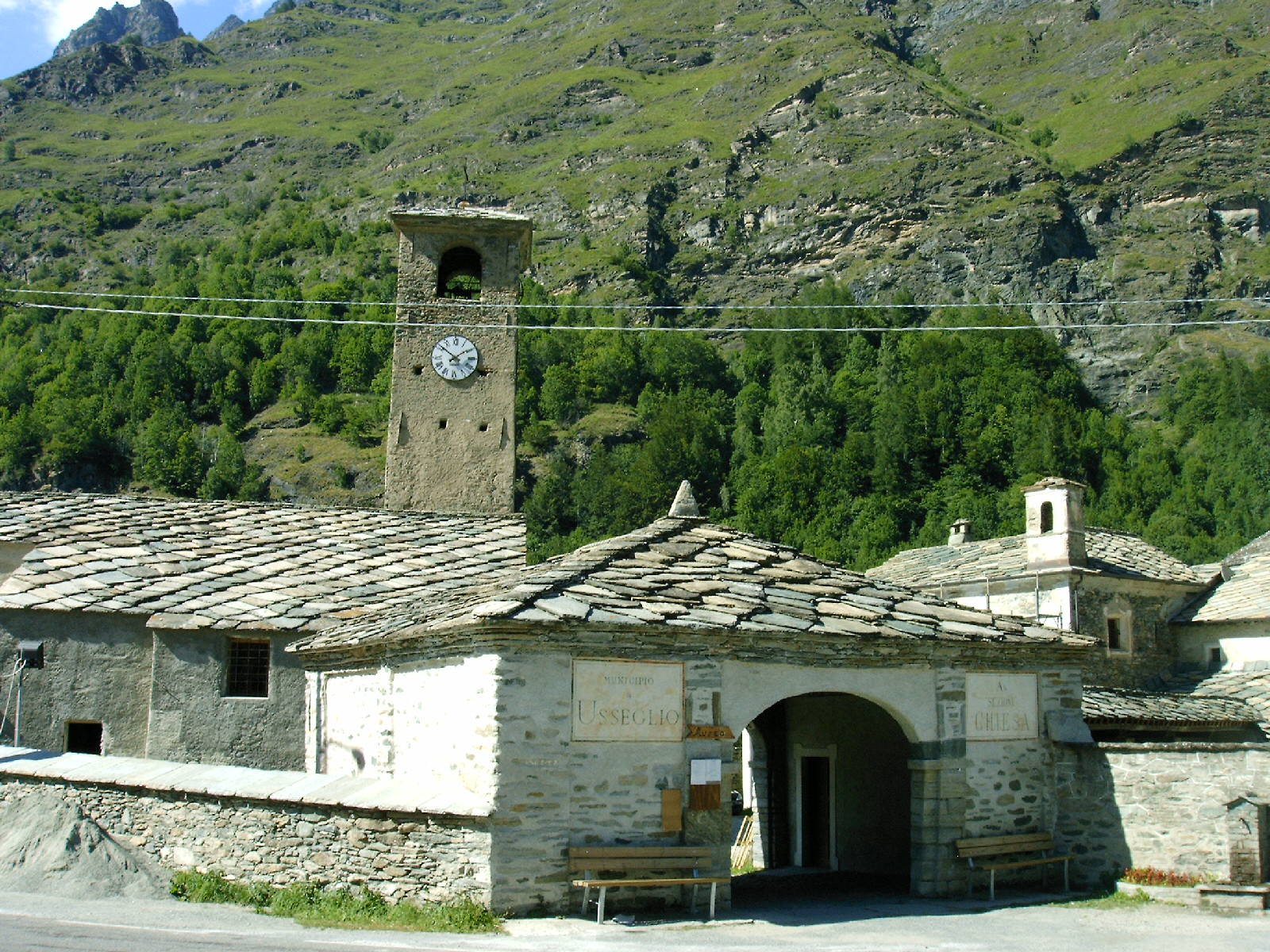
Die alte Kirche von Usseglio
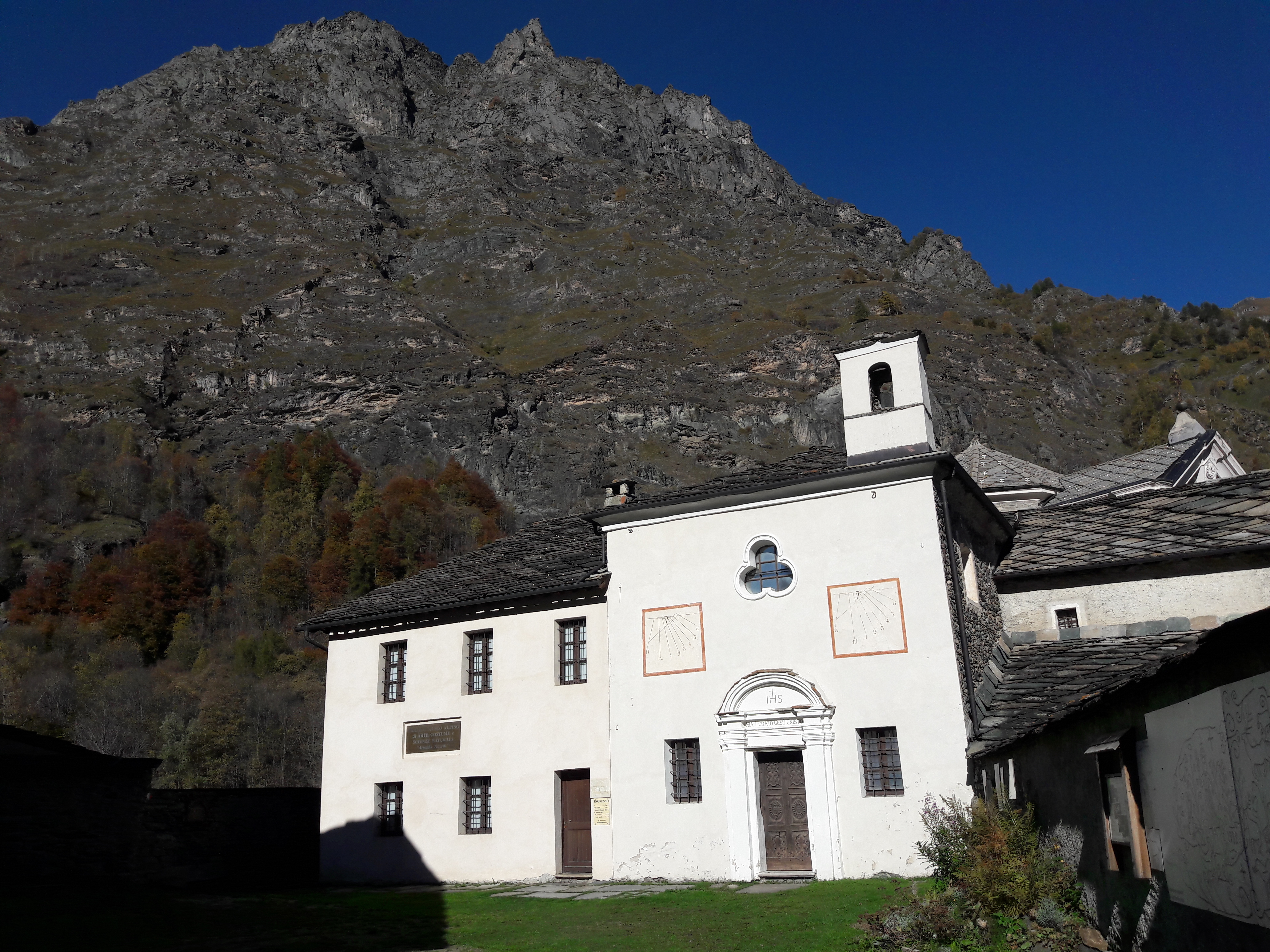
Alpine Museum Arnoldo Tazzetti